# Pápua kakukkgébics
A pápua kakukkgébics (Coracina papuensis) a madarak osztályának verébalakúak (Passeriformes) rendjébe és a tüskésfarúfélék (Campephagidae) családjába tartozó faj.

## Rendszerezése
A fajt Johann Friedrich Gmelin német természettudós írta le 1788-ban, a Corvus nembe Corvus papuensis néven.

## Alfajai
- Coracina papuensis angustifrons (Salvadori, 1876)
- Coracina papuensis apsleyi Mathews, 1912
- Coracina papuensis artamoides Schodde & I. J. Mason, 1999
- Coracina papuensis elegans (E. P. Ramsay, 1881)
- Coracina papuensis eyerdami Mayr, 1931
- Coracina papuensis hypoleuca (Gould, 1848)
- Coracina papuensis louisiadensis (Hartert, 1898)
- Coracina papuensis oriomo Mayr & Rand, 1936
- Coracina papuensis papuensis (Gmelin, 1788)
- Coracina papuensis perpallida Rothschild & Hartert, 1916
- Coracina papuensis robusta (Latham, 1802)
- Coracina papuensis rothschildi Kok, 2008
- Coracina papuensis sclaterii (Salvadori, 1878)
- Coracina papuensis timorlaoensis (A. B. Meyer, 1884)[2]

## Előfordulása
Ausztrália, Indonézia, Pápua Új-Guinea és a Salamon-szigetek területén honos. Természetes élőhelyei a szubtrópusi vagy trópusi mangroveerdők, száraz erdők, síkvidéki és hegyi erdők és szavannák, valamint ültetvények és vidéki kertek. Állandó, nem vonuló faj.

## Megjelenése
Testhossza 29 centiméter, testtömege 55–80 gramm.

## Természetvédelmi helyzete
Az elterjedési területe rendkívül nagy, egyedszáma pedig növekszik. A Természetvédelmi Világszövetség Vörös listáján nem fenyegetett fajként szerepel.